# Konstantin Waginow
Konstantin Konstantinowicz Waginow (ros. Константи́н Константи́нович Ва́гинов) – do 1915 Wagiengiejm (ros. Вагенгейм), (ur. 16 kwietnia 1899 w Petersburgu, zm. 26 kwietnia 1934 w Leningradzie) – rosyjski i radziecki pisarz i poeta.

## Życiorys
Był synem pułkownika żandarmerii, jego rodzina miała korzenie niemieckie (w czasie I wojny światowej zmienili nazwisko Wagiengiejm na Waginow). Po ukończeniu gimnazjum w 1917 rozpoczął studia na Wydziale Prawnym uniwersytetu w Petersburgu. Zmobilizowany do Armii Czerwonej w 1919 walczył w wojnie polsko-bolszewickiej i w rejonie Uralu.
Pierwsze wiersze pisał jeszcze w czasach gimnazjalnych. Zafascynowany Kwiatami zła Baudelaire'a w swoich utworach przedstawiał obraz Petersburga. Od 1920 uczestniczył w spotkaniach studia poetyckiego, którym kierował Nikołaj Gumilow. Od 1921 działał w grupie akmeistów, czego efektem był tomik wierszy Podróż w chaos. Przez krótki czas publikował na łamach almanachu literackiego Ostrowitianie, by w 1927 zbliżyć się do grupy Oberiu. Pod jej wpływem powstały najciekawsze dzieła Waginowa, oparte na absurdzie i eksperymentalnych formach wyrazu. Powieści, przypominające opis snów spowodowały atak krytyków i uniemożliwiły publikację kolejnych dzieł. Groteskowy obraz Leningradu, po ulicach którego snują się pechowcy i dziwacy, stał się podstawą powieści Harpagoniada, której nie wydano za życia autora.
Jego twórczość zapomnianą na długie lata przywołano w 1983 amerykańską edycją Harpagoniady, a następnie edycją trzech powieści Waginowa, wydanych w 1989 w Moskwie, w serii Mistrzowska literatura (ros. Художественная литература).
Zmarł na gruźlicę.

## Powieści
- 1928: Pieśń kozła[1]
- 1929: Trudy i dni Swistonowa
- 1931: Bamboczada
- 1983: Harpagoniada (napisana w 1933, wydana w USA – 1983, w ZSRR – 1989, w Polsce – 2001 w przekładzie Adama Pomorskiego)